# Pleurobrachia brunnea
Pleurobrachia brunnea är en kammanetart som beskrevs av Mayer 1912. Pleurobrachia brunnea ingår i släktet Pleurobrachia och familjen Pleurobrachiidae. Inga underarter finns listade i Catalogue of Life.